# Coors Field
El Coors Field es un estadio de béisbol ubicado en la ciudad de Denver, Colorado en los Estados Unidos, el estadio se encuentra cerca de la Interestatal 25 y cerca de la Union Station lo cual lo hace de fácil acceso, donde juegan sus partidos como local los Colorado Rockies de la MLB. El estadio recibe su nombre por la compañía que auspicia al estadio, esta es la compañía Coors que tiene como sede la ciudad de Golden en Colorado.

## Historia
El Coors Field se planeó para tener menor aforo con aproximadamente 43.000 espectadores, sin embargo el proyecto tuvo que ser cambiado debido a la demanda de asientos que tuvo el equipo en el antiguo Estadio Mile High que en su primera temporada atrajo a más de 4.5 millones de espectadores. Actualmente cuenta con capacidad para 50,445 espectadores, por lo que es el segundo más grande de las Grandes Ligas por detrás del Dodger Stadium.
Durante su construcción del estadio se hallaron unos fósiles de Dinosaurios, por lo que se había planeado el nombre de Jurassic Park para ser el nombre del estadio, pero no se decidió así, sin embargo, este hecho influyó en la mascota de los Colorado Rockies, que es un dinosaurio llamado Dinger.